# Cristian Aravena
Cristian Alejandro Aravena Viveros (* 7. März 1998 in Santiago) ist ein chilenischer Fußballspieler auf der Position eines Stürmers.

## Karriere
Cristian Aravena, auch unter dem Spitznamen Misil bekannt, spielte in der Jugend bei Unión Española und später bei Santiago Morning, bei dem er im September 2017 debütierte. Im Januar 2022 wechselte er zum Erstligisten Coquimbo Unido, für den er zwei Jahre auflief. Zur Saison 2024 unterschrieb er beim Zweitligisten San Luis und wechselte nach einem Jahr ablösefrei zum Santiago City FC.